# Фаунтен (Вісконсин)
Фаунтен (англ. Fountain) — місто (англ. town) в США, в окрузі Джуно штату Вісконсин. Населення — 592 особи (2020).

## Демографія
Згідно з переписом 2010 року, у місті мешкало 555 осіб у 231 домогосподарстві у складі 172 родин. Було 260 помешкань
Расовий склад населення:
| - 97,1 % — білих - 0,4 % — азіатів - 0,2 % — чорних або афроамериканців - 1,8 % — осіб інших рас |

До двох чи більше рас належало 0,5 %. Частка іспаномовних становила 2,5 % від усіх жителів.
За віковим діапазоном населення розподілялося таким чином: 18,0 % — особи молодші 18 років, 63,6 % — особи у віці 18—64 років, 18,4 % — особи у віці 65 років та старші. Медіана віку мешканця становила 47,6 року. На 100 осіб жіночої статі у місті припадало 111,8 чоловіків;  на 100 жінок у віці від 18 років та старших — 113,6 чоловіків також старших 18 років.
Середній дохід на одне домашнє господарство  становив 70 290 доларів США (медіана — 55 750), а середній дохід на одну сім'ю — 76 687 доларів (медіана — 70 750). Медіана доходів становила 53 309 доларів для чоловіків та 40 833 долари для жінок. За межею бідності перебувало 12,9 % осіб, у тому числі 9,2 % дітей у віці до 18 років та 8,1 % осіб у віці 65 років та старших.
Цивільне працевлаштоване населення становило 279 осіб. Основні галузі зайнятості: освіта, охорона здоров'я та соціальна допомога — 17,6 %, сільське господарство, лісництво, риболовля — 15,4 %, науковці, спеціалісти, менеджери — 10,4 %, публічна адміністрація — 10,0 %.